# Cerkiew Opieki Matki Bożej w Moskwie (ul. Niżniaja Krasnosielskaja)
Cerkiew Opieki Matki Bożej – prawosławna cerkiew w Moskwie, na terenie dawnej wsi Krasnoje Sioło, obecnie w rejonie Basmannym. Należy do dekanatu Objawienia Pańskiego eparchii moskiewskiej miejskiej Rosyjskiego Kościoła Prawosławnego.

## Historia
Drewniana cerkiew Opieki Matki Bożej istniała w Krasnym Siole w I połowie XVII w., pierwsze wzmianki o niej pochodzą z 1628. Budowa na tym miejscu świątyni murowanej miała miejsce w okresie sprawowania urzędu patriarchy moskiewskiego i całej Rusi przez Adriana, który w końcu XVII stulecia wydał gramotę polecającą wzniesienie kamiennej cerkwi z dwoma ołtarzami: głównym Opieki Matki Bożej i bocznym św. Mikołaja oraz z dzwonnicą. Budowa świątyni zakończyła się już po śmierci Adriana, w 1701.
W 1734, w związku ze złym stanem technicznym cerkwi i po licznych staraniach proboszcza miejscowej parafii Andrieja Krasnosielskiego, postanowiono ją rozebrać i wznieść na jej miejscu nową. Zdecydowano również, że świątynia ta zachowa wezwanie poprzedniczki, lecz boczny ołtarz zostanie wyświęcony ku czci Ścięcia Głowy św. Jana Chrzciciela. Rozpoczęcie budowy pobłogosławił w 1745 arcybiskup moskiewski Józef. Inwestycję wsparło finansowo wiele znaczących moskiewskich rodzin kupieckich, m.in. Pierfiłowowie, Ikonnikowowie i Chrienowie. Boczny ołtarz cerkwi był gotowy już w roku budowy. W 1748 oddano do użytku drugi, pierwotnie nieplanowany ołtarz boczny św. Mikołaja. Gotową cerkiew poświęcił w 1751 biskup woroneski Lew.
Cerkiew nie poniosła większych strat podczas pożaru Moskwy w 1812, wymagała jedynie mniejszego remontu, zakończonego do 1815. W tym też roku została ponownie poświęcona. W 1838 została całkowicie przebudowana z funduszy ofiarowanych przez honorowych obywateli Jewdokię Malutinę i Gawriłę Urusowa. Podczas prac zmieniono konstrukcję kopuły i wygląd elewacji, wstawiono również do wnętrza nowy ikonostas w stylu empire. Kolejny gruntowny remont budynku miał miejsce w latach 1890-1904 i ponownie wiązał się z gruntowną przebudową obiektu według projektu A. Łatkowa, architekta ławry Troicko-Siergijewskiej. Od 1864 przy cerkwi funkcjonował dom opieki dla kobiet w podeszłym wieku, a od początku XX wieku szkoła parafialna. Po remoncie obiekt ponownie wyświęcił metropolita moskiewski Włodzimierz, wielokrotnie świątynię odwiedzał także jego następca Makary.
Po rewolucji październikowej zamknięto istniejące przy świątyni instytucje oświatowe i dobroczynne. Cerkiew pozostała czynna do lat 30. XX wieku, następnie zaadaptowano ją na cele świeckie (biura), częściowo zaś rozebrano (zniszczone zostało pomieszczenie ołtarzowe, górne partie dzwonnicy i kopuły). Rosyjski Kościół Prawosławny odzyskał obiekt w 1996, wtedy też przystąpiono do jego renowacji i odbudowy w dawnej postaci.